# Друга англо-бурська війна
Дру́га англо-бу́рська війна́ — війна Великої Британії проти бурських республік — Оранжевої і Трансваалю, що тривала з 1899 по 1902 рік. Одна з перших воєн епохи імперіалізму.
В англо-бурській війні Велика Британія прагнула розширити і об'єднати свої колоніальні володіння в Африці, захопити родовища алмазів і золота. Натхненниками війни були запеклі колонізатори Сесіль Родс і Джозеф Чемберлен. Перевага сил британській армії та її надзвичайна жорстокість, попри запеклий опір бурів, привели до перемоги Великої Британії.
1902 за Фіренгенінзьким договором бурські республіки включено до складу Британської імперії.

## Найвизначніші польові генерали бурських загонів
- Луїс Бота,
- Де ла Рай,
- Піт Кроньє,
- Мартінус Теуніс Стейн,
- Крістіан де Вет

## Передумови війни
Наприкінці XIX сторіччя у Південній Африці розвідали значні запаси золота і алмазів. Для їхньої розробки в Трансвааль прибули численні білі колонізатори, яких місцеві називали вітлендерами (з мови африкаанс «чужоземці»). 1884 року вітлендери, більшість з яких була англійцями, домоглися рівних прав із корінними громадянами країни. Мешканці Трансваалю протестували проти засилля колонізаторів, але вітлендерів підтримували англійські війська.
9 жовтня 1899 року президент Трансваалю Поль Крюгер висунув Великій Британії ультиматум з вимогою відкликати свої війська від кордонів республіки і призначити третейський суд з питання вітлендерів. Ультиматум був відкинутий. 11 жовтня 1899 року Велика Британія розпочала Другу англо-бурську війну.

## Битви Другої англо-бурської війни

### Битва біля Краайпана, 12 жовтня 1899 року
З вибухом війни, Де ла Рай був призначений на посаду одного з польових генералів. Де ла Рай здійснив атаку на британський броньований потяг, який йшов з Кімберлі до Мафекінга. Потяг зазнав аварії і після п'ятигодинного бою британці здалися. Цей випадок зробив Де ла Рая відомим, але загострив його відносини з обережним генералом Кроньє, який відправив його, щоб заблокувати просування ворога і послабити облогу Кімберлі.

### Граспан, 25 листопада 1899 року
Генерал-лейтенанту Лорду Метьюену, командиру Першої дивізії, було поставлене завдання посилити облогу Кімберлі і перевести його сили залізницею на північ Капської провінції. При виході з потяга, вони були обстріляні малими силами бурів, яких очолював комендант Прінслоу Бельмонт Коп'є. Проте наступного ранку, попри втрати, британці окопалися на горі. Бури на конях відступили до Граспана, приєднавшись до більшого загону фрістейтерів (від слова «Free state») і трансваальців під командуванням Прінслоу і Де ла Рая відповідно. Там бури зайняли кілька горбів, але не так успішно. Шлях через річку Моддер для генерала Метьюена був закритий, через те, що міст підірвали бури.

### Битва на річці Моддер, 28 листопада 1899 року
Враховуючи переважну силу британської артилерії, Де ла Рай наполіг, що його вояки і вояки Прінслоу повинні окопатися на берегах річок Моддер і Ріїт. Так почали вперше використовувати тактику окопної війни. План полягав в тому, щоб якомога ближче підпускати британців до себе, а потім відкривати по них вогонь з гвинтівок. Ця тактика перешкоджала використовувати артилерію повною мірою. Спочатку британці просувалися по відкритій місцевості безперешкодно. Але коли солдати Прінслоу відкрили шеренговий вогонь, британці сховалися, а артилерія почала обстріл окопів бурів. Серія атак британців відтіснила фрестейтерів, але лише контратаки Де ла Рая дозволили бурам тримати оборону до сутінків, після чого вони просто відійшли. У цьому бою Де ла Рай був поранений, а його сина було вбито. Де ла Рай проклинав Кроньє за слабку підтримку.

### Битва біля Магерсфонтайна, 11 грудня 1899 року
Після того, як бури змушені були відійти від річки Моддер, британці відремонтували міст. Тим часом загони Де ла Рая окопалися на горі Магерсфонтайн. Його незвичайна тактика була виправдана 10 грудня, коли гора не була взята. Під час світанку шум британського полку попередив захисників про наступ. Британський загін випадково наткнувся на бляшанки підвішені на натягнуті дроти. Після 9-годинного бою з важкими втратами, без будь-якого видимого просування, британці відступили. Генерала Метуена змістили, а на його місце поставили Лорда Робертса.
Незважаючи на поразку біля Магерсфонтайна і катастрофу на річці Тугела, змобілізувавши всі сили Імперії, британці почали поступово перемагати бурів. Генерал Кроньє разом із цілою армією був захоплений в полон Робертсом у битві біля Пардеберга. Блумфонтайн був здобутий 13 березня 1900 року, Преторія — 5 червня, Крюгер втік у Португальську Східну Африку.

## Партизанська війна
Лише невелика купка бурів залишилася на полі боротьби. Де ла Рай, Луїс Бота та інші командири зібралися біля Кронштату і започаткували стратегію партизанської боротьби. Впродовж наступних 2 років вони проводили швидкі кампанії, перемагали у локальних боях біля Мудвіля, Нойтедахта, Дріфонтайна, Донкерхука і завдали чималих людських і матеріальних втрат британцям при Істерспрейті 25 лютого 1902 року, де велика кількість амуніції і провіанту була захоплена бурськими загонами.
З іншого боку передові військові технології і тактика британців робили спротив бурів стратегічно безнадійною справою.

## Мир
У відповідь на партизанську тактику британці на чолі з Робертсом і Кітченером взяли на озброєння тактику випаленої землі. Вона полягала у знищенні всього, що могло б знадобитися для постачання бурських партизанів і навіть жінок і дітей. Знищувалися посіви, спалювалися ферми і домашні господарства, отруювалися джерела і солекопальні, членів сімей бурських повстанців і співчуваючих поміщали в концентраційні табори, в яких близько 50 % дітей до 16 років померло. Бойовий дух бурів поступово почав спадати. З іншого боку бури чинили жорстокі репресії проти чорношкірих, які начебто симпатизували британцям і які видавали їм їхні місця розташування.
Британці пропонували скласти зброю ще в березні 1901 року, але Бота відхилив мирні переговори. Лорд Кітченер запропонував Де ла Раю зустрітися в Клерксдорпі 11 березня 1902 року для переговорів. Дипломатичні зусилля з виходу з конфлікту продовжилися і зрештою привели до угоди про подальші мирні переговори у Феріїніхіні, в яких Де ла Рай взяв активну участь і посприяв підписанню мирного договору. Мирний договір у Феріїніхіні був підписаний 31 березня 1902 року. Де ла Рай і Бота відвідали Велику Британію й США того ж року. Бурам було гарантоване самоуправління (надане у 1906 і 1907 р. Трансваалю і Оранжевій відповідно) і сплачено 3 млн фунтів стерлінгів компенсації.
Після війни Де ла Рай разом з Луїсом Ботою і Крістіаном де Ветом подорожували Європою, збираючи кошти для розорених бурів, чиї ферми були спустошені.